# غاري فاغنر
غاري فاغنر (بالإنجليزية: Gary Wagner) هو لاعب كرة قاعدة أمريكي، ولد في 20 يونيو 1940 في بريدجبورت في الولايات المتحدة.

## وصلات خارجية
- غاري فاغنر على موقع دوري كرة القاعدة الرئيسي (الإنجليزية)
- غاري فاغنر على موقعبيزبول رفرنس.كوم (الدوري الرئيسي) (الإنجليزية)
- غاري فاغنر على موقعبيزبول رفرنس.كوم (الدوري الثانوي) (الإنجليزية)
- غاري فاغنر على موقع إي إس بي إن.كوم (أم.أل.بي) (الإنجليزية)
- غاري فاغنر على موقع مشجعي الرسوم البيانية (الإنجليزية)